# Luxemburg nagyhercegeinek listája
Luxemburg története több évszázadra tekint vissza, hiszen igen tekintélyes területnek számított a középkor Európájában. Először grófok uralták, majd hercegek és végül nagyhercegek, akik mind a mai napig az ország trónján ülnek. A középkorban kialakult hercegség területe más birtokokat is magába foglalt, és 1441-ben végleg feledésbe merült a luxemburgi hercegi cím. A francia forradalom után Napóleon elfoglalta a hercegség területét, és amikor összeült a francia háborúkat lezáró bécsi kongresszus, 1815-ben, a koronás fők nem tudtak megegyezni Luxemburg hovatartozását illetően, ezért ideiglenesen elismerték annak autonómiáját, de úgy döntöttek, hogy a holland uralkodó hatalma alá helyezik. A teljes beolvasztást megakadályozta az ott állomásozó porosz haderő.
Évek múltán kitört a belga forradalom a holland elnyomás ellen, amelyhez csatlakozott Luxemburg is. 1830-ban a függetlenedő Belgium egyik tartományává vált, de a német ajkú keleti országrész nem vette jó néven a francia befolyású belga kormányzatot. Ezért 1839-ben, a londoni szerződésben kettészakadt Luxemburg, és annak keleti fele nagyhercegségként, továbbra is a holland uralkodó fennhatósága alatt, kivált Belgiumból.
Az 1866-os porosz-osztrák háború szétrobbantotta a Német Szövetséget – amelynek Luxemburg is a része volt –, és III. Napóleon császár megpróbált területekre szert tenni, amivel ellensúlyozhatta volna, hogy Poroszország területe megnagyobbodott. Mivel a császár nem avatkozott bele a konfliktusba, Luxemburg jogos „borravalónak” tűnt a szemében, és odáig ment, hogy 5 millió holland forintot kínált III. Vilmos holland királynak, egyben luxemburgi nagyhercegnek érte. Az uralkodó, akinek pénzre volt szüksége, kénytelen volt belemenni az üzletbe, és Poroszország felhatalmazását kérte az eladáshoz, mivel Poroszország még fenntartott egy helyőrséget Luxemburgban. Bismarck kancellárnak azonban sikerült megbuktatnia a tervet, mivel Luxembourg (a város) stratégiailag fontos helyen volt, és Észak-Európa legjobb erődítményének számított. A második londoni szerződés 1867-ben garantálta Luxemburg örökös függetlenségét és semlegességét.
1890-ben III. Vilmos holland király fiúörökös nélkül hunyt el. Hollandiában a lánya lépett a trónra, de a luxemburgi törvények nem engedték meg a nőági örökösödést, ezért végül Adolf herceget, a 14. század elején a Nassau-ház két ágra válásával létrejött Nassau-Weilburg ház fejét tették meg nagyhatalmi politikai egyezség révén luxemburgi nagyhercegnek. (Adolf korábban a Nassaui Hercegség uralkodója volt, egészen annak 1866-ban történt felszámolásáig.) Később Adolf fiának, IV. Vilmos luxemburgi nagyhercegnek sem született fia, ezért megváltoztatták a luxemburgi alkotmányt, immár lehetővé téve a nőági örökösödést. is.
A luxemburgi nagyhercegek időrendben:

| Uralkodó | Uralkodó | Uralkodó                                           | Trónon             | Trónon             | Dinasztia                               | Megjegyzés                                                     |
| --- | -------- | -------------------------------------------------- | ------------------ | ------------------ | --------------------------------------- | -------------------------------------------------------------- |
| Az 1713-as utrechti békeszerződés értelmében Luxembourg, Spanyol-Németalföld részeként a Habsburg Birodalomhoz került.                 |          |                                                    |                    |                    |                                         |                                                                |
| |          | V. Károly 1685. október 1. - 1740. október 20.     | 1713. április 11.  | 1740. október 20.  | Habsburg-ház                            |                                                                |
| |          | Mária Terézia 1717. május 3. - 1780. november 29.  | 1740. október 20.  | 1780. november 29. | Habsburg-ház                            |                                                                |
| |          | József 1741. március 13. - 1790. február 20.       | 1780. november 29. | 1790. február 20.  | Habsburg–Lotaringiai-ház                |                                                                |
| |          | Lipót 1747. május 5. - 1792. március 1.            | 1790. február 20.  | 1792. március 1.   | Habsburg–Lotaringiai-ház                |                                                                |
| |          | II. Ferenc 1768. február 12. - 1835. március 2.    | 1792. március 1.   | 1794               | Habsburg–Lotaringiai-ház                | 1794-ben a francia forradalmi csapatok betörtek Németalföldre. |
| Az 1815-ös bécsi kongresszus független nagyhercegség rangjára emelte Luxemburgot és nagyhercegének I. Vilmos holland királyt tette meg |          |                                                    |                    |                    |                                         |                                                                |
| |          | I. Vilmos 1772. augusztus 24. - 1843. december 12. | 1815. március 15.  | 1840. október 7.   | Orange-Nassau-ház                       | Lemondott.                                                     |
| |          | II. Vilmos 1792. december 6. - 1849. március 17.   | 1840. október 7.   | 1849. március 17.  | Orange-Nassau-ház                       |                                                                |
| |          | III. Vilmos 1817. február 19. - 1890. november 23. | 1849. március 17.  | 1890. november 23. | Orange-Nassau-ház                       |                                                                |
| A független Luxembourg uralkodói |          |                                                    |                    |                    |                                         |                                                                |
| |          | Adolf 1817. július 24. - 1905. november 17.        | 1890. november 23. | 1905. november 17. | Nassau-Weilburg-ház                     |                                                                |
| |          | IV. Vilmos 1852. április 22. - 1912. február 25.   | 1905. november 17. | 1912. február 25.  | Nassau-Weilburg-ház                     |                                                                |
| |          | Mária Adelaida 1894. június 14. - 1924. január 24. | 1912. február 25.  | 1919. január 14.   | Nassau-Weilburg-ház                     | Lemondott.                                                     |
| |          | Sarolta 1896. január 23. - 1985. július 9.         | 1919. január 14.   | 1964. november 12. | Nassau-Weilburg-ház                     | Lemondott.                                                     |
| |          | János 1921. január 5. - 2019. április 23.          | 1964. november 12. | 2000. október 7.   | Nassau-Weilburg-ház (Bourbon-Párma-ház) | Lemondott.                                                     |
| |          | Henrik 1955. április 16.                           | 2000. október 7.   | hivatalban         | Nassau-Weilburg-ház (Bourbon-Párma-ház) |                                                                |